# Cimetière de Pecq
 (décembre 2024).
Si vous disposez d'ouvrages ou d'articles de référence ou si vous connaissez des sites web de qualité traitant du thème abordé ici, merci de compléter l'article en donnant les références utiles à sa vérifiabilité et en les liant à la section « Notes et références ».
Le cimetière du Pecq est un cimetière communal situé dans la commune belge de Pecq. Il est situé à 580 m au nord du centre de la commune, sur la rue de Courtrai ( N50 ) et présente un plan rectangulaire d'une superficie d'environ 7 700 m2. Près de l'entrée se trouve un mémorial pour les victimes des deux guerres mondiales.

## Tombes de guerre britanniques
Le cimetière compte deux tombes de 2 soldats britanniques décédés pendant la Première Guerre mondiale. Ils moururent le 6 novembre 1918.
Il y a également 17 soldats britanniques (dont 2 non identifiés) de la Seconde Guerre mondiale. Ils étaient membres du corps expéditionnaire britannique qui combattait l'avancée des troupes allemandes. Ils sont tous décédés entre le 20 et le 23 mai 1940.
Les tombes sont entretenues par la Commonwealth War Graves Commission et y sont enregistrées sous la dénomination Pecq Communal Cemetery. 